# Hoplotarache dispar
Hoplotarache dispar là một loài bướm đêm trong họ Noctuidae.